# Volcán Cotacachi
El Cotacachi (Cutacachi o Mama Cutacachi en quichua o kichwa) es un volcán que se encuentra ubicado en la provincia de Imbabura, cantón Cotacachi, en Ecuador. Alcanza una elevación de 4944 m s. n. m. Al noreste del volcán se encuentra la ciudad de Cotacachi y al sureste, la laguna de Cuicocha.
El volcán Cotacachi estuvo activo hace 3000 o 2000 años, pero se dice que su cráter colapsó hacia adentro o implosionó y formó la laguna de Cuicocha con la nieve derretida. Otra erupción más pequeña formó los islotes. Frente a la laguna se puede apreciar el imponente cerro Cotacachi, de cuyo deshielo se alimenta Cuicocha.
A pocos kilómetros al norte de la caldera volcánica está Cuicocha con el que forma una misma unidad geológica. Este volcán presentó actividad durante el Pleistoceno, período en el cual se extinguió para dar paso a la actividad del volcán Cuicocha.
Una tradición oral asegura que el "taita" Imbabura vive eternamente enamorado de la "mama" Cotacachi, teniendo como alcahuete al Volcán Cayambe.
Debido a su atractivo natural - y por ser un volcán apagado - ha sido siempre el referente para la producción de documentos gráficos y escritos y el desafío de su ascenso para andinistas y cronistas propios y forasteros. De lo que se recuerda por la certeza de su fuente, una parte de la Misión Geodésica Francesa, encabezada por La Condamine, llegó a colocar una señal sobre la "montaña de Cotacache", la misma que fue muy útil para su trabajo de medición del meridiano y que duró todo el mes de octubre de 1737.
Cabe recordar que, en siglos anteriores, la majestuosidad del volcán se había convertido en el terror más grande para los pobladores del sector, debido a sus "erupciones aluviales". Existen registros de estos fenómenos naturales en los años 1532, 1533, 1742, 1743, 1744, 1746, 1766, 1768. El último de los movimientos sísmicos que provocó la mayor destrucción en los cantones de Ibarra, Otavalo y Cotacachi fue el Terremoto de Ibarra que ocurrió un día domingo 16 de agosto de 1868 a la una y media de la madrugada.
Según el gobernador de Imbabura de ese entonces, don Manuel Zaldumbide, el epicentro debió originarse en el "Volcán de Ocampo", dejando cerca de 15 mil cadáveres insepultos y decenas de miles de personas sumidas en la miseria; pues, este movimiento telúrico pudo ser parte de cierta cadena eruptiva conectada de forma subterránea con subsuelos de Perú y Chile, hipótesis que la sostuvo el Jefe Civil y Militar de ese entonces, don Gabriel García Moreno, cargo que le fue asignado por el presidente de la República, don Javier Espinosa.

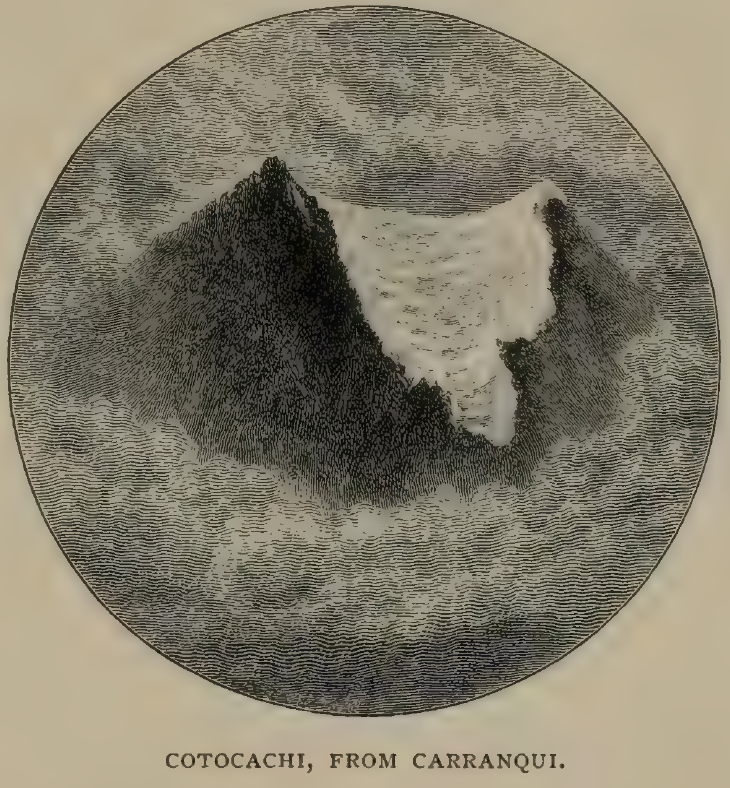
Cotacachi, desde Caranqui.

El 24 de abril de 1880, los hermanos Carrel y Edward Whymper lideraron una histórica expedición al Cotacachi, en ese entonces la única montaña nevada al norte de la Línea Ecuatorial. En su libro "Travels amongs the Great Andes of the Equator", publicado en Londres en 1892, Whymper señala que la montaña estaba cubierta por extensos glaciares y nieve, lo que representó un desafío significativo para los montañistas. Enfrentaron tormentas de nieve, temperaturas extremas y un terreno escarpado, requiriendo gran precaución para evitar desequilibrios en la capa nevada. La cumbre meridional, más alta que la septentrional, se distinguía por su composición de lava fracturada y su escasa acumulación de nieve debido a su pendiente pronunciada.
La presencia de glaciares y nieve en el Cotacachi a finales del siglo XIX reflejaba las condiciones climáticas de la época, en contraste con su estado actual. Según relatos de la expedición, se creía que el volcán había estado en erupción siglos atrás, con su cráter posiblemente sepultado bajo el glaciar que separaba las dos cumbres principales. Este ascenso fue un logro notable, destacando tanto la capacidad de adaptación a las bajas presiones como el desafío de explorar una montaña bajo condiciones extremas.
Entre las virtudes naturales que guarda esta parte de la cadena montañosa es que no ha dejado de ser la mayor proveedora de agua, sin olvidar que sus quebradas han sido un refugio de vegetación donde se acoge un sinnúmero de plantas nativas de diversa clasificación, entre estas las medicinales y los frutos silvestres. Empezamos por nombrar sus pajonales de color parduzco o amarillento, propios del páramo; luego están chucas, orquídeas, sigsis, chuquirahuas, valerianas, bromelias, pumamaquis, frailejones, arrayanes, capulíes, mortiños, taxos silvestres, granadillas y más. Su variedad llega a las 400 especies.
Conforme se va descendiendo la mirada hacia el lado oriental, podemos apreciar algunas franjas de eucalipto (euca-liptusglobulus) y pino en plena convivencia con los cultivos de las estribaciones orientales: oca, mashua, papa y melloco. 